# ليلى الشابي
ليلى الشابي ممثلة تونسية.
(27 أغسطس 1963)

## عن حياتها
شاركت في العديد المسلسلات التونسية وبرزت فيهم فاشتهرت وعملت أيضا في بعض الأفلام والمسرحيات.

## أعمالها

### المسلسلات
- 1993 : مسلسل سفينة رحيم (بأجزاءه الثلاثة) لصلاح الدين صغيري وعلي اللواتي.
- 1997 : مسلسل باب الخوخة لعبد الجبار البحوري (دور : راقية).
- 1998 : مسلسل عشقة وحكايات لصلاح الدين الصيد ومحمد المنجي بن طارة وعلي اللواتي.
- 2003 :
  - مسلسل قمرة سيدي المحروس لصلاح الدين الصيد ونجيب عياد (دور : فضيلة النّوالي).
  - مسلسل عند عزيز لصلاح الدين الصيد (دور : حبيبة، زوجة عزيز).
- 2004 :
  - سيتكوم لوتيل لصلاح الدين الصيد (دور : حريفة في النزل).
  - مسلسل حسابات وعقابات لالحبيب المسلماني (دور : سالمة شهرت إلهام وجدي).
- 2005 : مسلسل شعبان في رمضان لسلمى بكار (دور : نجوى).
- 2006 : مسلسل حكايات العروي لالحبيب الجمني (حلقة : إلي تزرع تحصد) (دور : مباركة، والدة صالح).
- 2007 : مسلسل الليالي البيض لالحبيب المسلماني (دور : مفيدة).
- 2008 : مسلسل صيد الريم لعلي منصور ورفيقة بوجدي (دور : وجيهة).
- 2009-2008 : سلسلة شوفلي حل (الموسمين 5 و6) لصلاح الدين الصيد وعبد القادر الجربي (دور : خولة).
- 2009 : مسلسل عاشق السراب للحبيب المسلماني (دور : فايزة).
- 2010 : مسلسل نجوم الليل (الموسم 2) لمديح بالعيد (دور : نبيهة).
- 2011 : مسلسل الأستاذة ملاك لفرج سلامة وعلي اللواتي.
- 2012 : مسلسل من أجل عيون كاترين لحمادي عرافة (دور : دليلة).
- 2013 : مسلسل يوميات امراة لخالدة الشيباني (دور : صباح).
- 2015 :
  - مسلسل ليلة الشك لمجدي السميري (ضيفة شرف) (دور : شريفة).
  - مسلسل حكايات تونسية لندى المازني حفيظ (ضيفة شرف).
- 2016 :
  - الرئيس لجميل النجار (ضيفة شرف).
  - فلاشباك (الموسم 1) لمراد بن الشيخ (دور : مديرة دار المسنين).
  - 2024 : نهار على عمار لزياد ليتيم (دور : دليلة والدة عمار).

### الأفلام

#### الأفلام التلفزية
- 1997 : شريط ريح الفرنان لحمادي عرافة ونور الدين الورغي.

#### الأفلام الطويلة
- 1998 : فيلم غدوة نحرق لمحمد بن إسماعيل (دور : خديجة).
- 2000 : فيلم موسم الرجال لالنوري بوزيد.
- 2006 :
  - فيلم خشخاش لسلمى بكار (دور: أنيسة).
  - فيلم التلفزة جاية لالمنصف ذويب.
- 2008 : فيلم ضربة جزاء للنوري بوزيد.
- 2009 : فيلم بريستيج لوليد الطايع مع الممثل حكيم بومسعودي.
- 2012 : فيلم مر وصبر لنصر الدين السهيلي.

#### الأفلام القصيرة
- 2017 : فيلم ضيف لحكيم مستور.

### البرامج التلفزية
- 2012 : التمساح (الحلقة 24) على قناة التونسية.
- 2018 : ديمونش حنبعل (منوعة الأحد) على قناة حنبعل : كرونيكوز.

### المسرح
- 2005 : مسرحية المتشعبطون، نص علي اللواتي والإخراج المسرحي لمحمد إدريس.
- 2008 : مسرحية مرا في حمام الرجال، وقام بإخراجها مسرحيا محمد السياري.
- 2011 : مسرحية ليلة الغفلة، قام بكتابتها وإخراجها مسرحيا معز العاشوري.
- 2015 : مسرحية بورقة لجمال ساسي، مقتبسة عن رواية لا مخرج لجون بول سارتر.
- 2017 : مسرحية عائشة والشيطان لمحمد كوكة.
- 2018-2017 : مسرحية طرشيقة.

### الرباعيات
- 2003 : رباعية خطى فوق السحاب لعبد اللطيف بن عمار ومحمد المنجي بن طارة ورضا الكافي (دور : زكية).

### منوعات
- 2022 : الصالحات (عرض مسرحي)

## روابط خارجية
- ليلى الشابي على موقع IMDb (الإنجليزية)
- ليلى الشابي على موقع قاعدة بيانات الأفلام العربية
- ليلى الشابي على موقع أول موفي (الإنجليزية)
- ليلى الشابي على موقع كينوبويسك (الروسية)